# Gewoba Emden
Die Gewoba Emden Gesellschaft für Bauen und Wohnen mbH ist ein kommunales Wohnungsunternehmen der Stadt Emden mit dem vorrangigen Betriebszweck, eine sichere und sozial verantwortbare Wohnungsversorgung für die Emder Bevölkerung zu leisten. Das Unternehmen verfügt über mehr als 960 eigene Wohnungen bei einer Wohn- und Nutzfläche von mehr als 55.000 m². Hinzu kommen ca. 7.300 m² Gewerbeflächen. (Stand 2018)

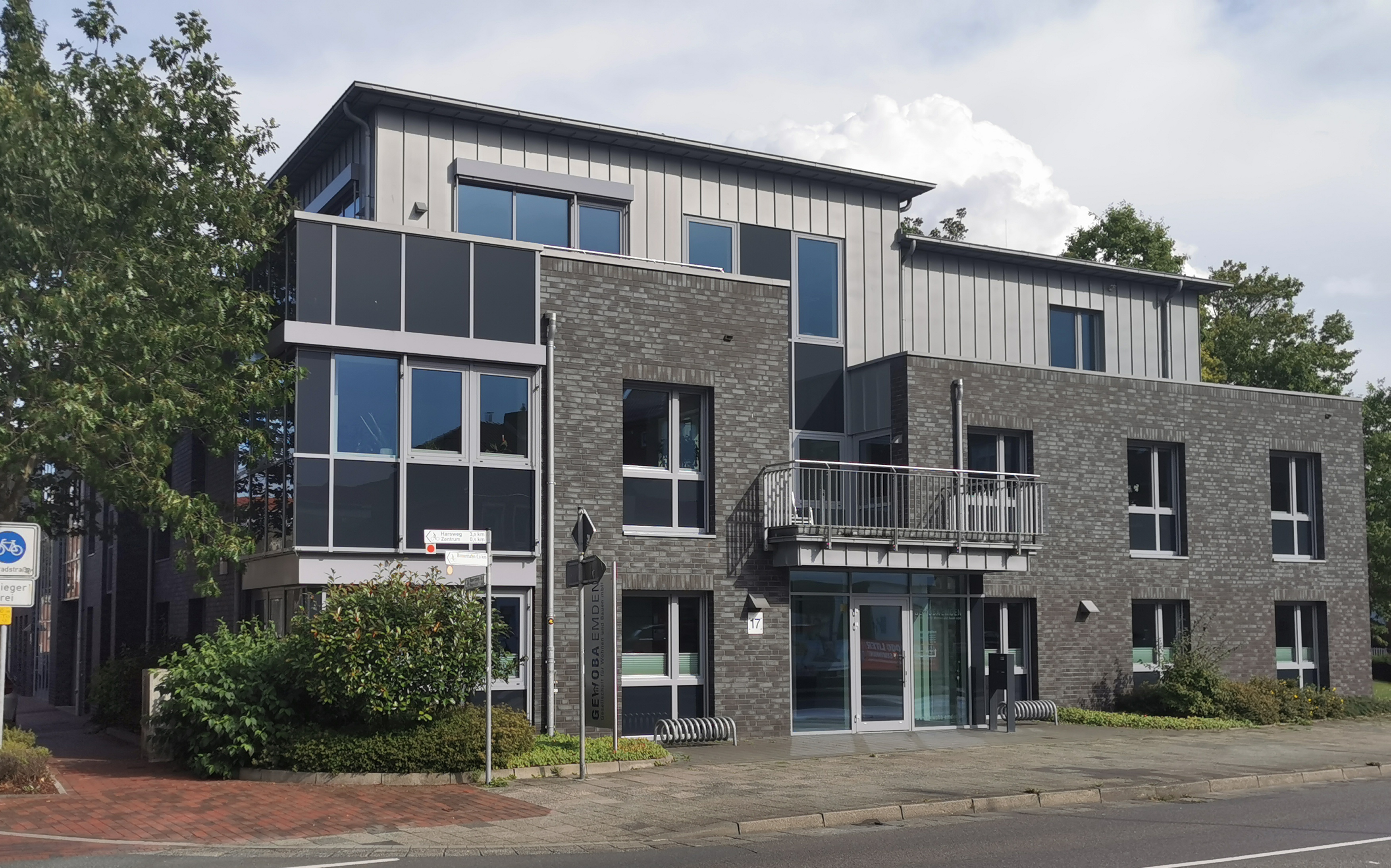
Verwaltungsgebäude, An der Bonnesse 17

## Geschichte
Das am 21. Januar 1939 als „Gemeinnützige Wohnungsbaugesellschaft Emden mbH“ (GEWOBA) gegründete Unternehmen wurde, auf Grund des Wegfalls des Wohnungsgemeinnützigkeitsgesetzes, im November 1990 umbenannt in „Gewoba Emden – Gesellschaft für Wohnen und Bauen mbH“.

## Schriften
- 1939–2014 „75 Jahre Gewoba Emden – Wohnen und Bauen an der Ems“ Eigenausgabe